# Olof Kaijser
Olof Ragnar Kaijser, född 28 december 1914 i Härnösand, Västernorrlands län, död 15 november 2002 i Bromma, Stockholms län, var en svensk diplomat.

## Biografi
Kaijser var son till medicine doktor Fritz Kaijser och medicine licentiat Anna Lovén samt bror till Helena Johanna Kaijser, Christian Kaijser, Rolf Kaijser, Fritz Kaijser och Erland Kaijser. Han tog studentexamen 1932, fil.kand. i Uppsala 1937 och jur.kand. 1939 innan han blev attaché vid Utrikesdepartementet (UD) 1939. Kaijser tjänstgjorde i Hamburg 1940, Oslo 1941, Helsingfors 1944 och var andre vicekonsul i New York 1945. Han var förste sekreterare vid UD 1949 (andre sekreterare 1948), förste beskickningssekreterare i Ankara 1952, i Haag 1954-1959 och var tillförordnad byråchef vid UD 1959. Kaijser var extra ordinarie byråchef 1961-1963, sändebud i Wellington 1963-1967, Lusaka 1967-1972, Reykjavik 1972-1978 samt var chef för B-avdelningen vid UD 1978-1980.
1966 erhöll Kaijser under ett besök på Savaii i Samoa en gåva till minne av svenske August Nilsson. Gåvan i form av ett traditionellt samoanskt plagg (`ie toga) överlämnades till Kalmar läns museum 1967.
Kaijser gifte sig 1939 med Villemo Lindeberg (1916-1982), dotter till läroverksadjunkt Giovanni Lindeberg och Gunhild Odhner. Han var far till Sten (född 1940), Thomas (född 1942), Eva (född 1948) och Arne (född 1950).